# Mārcis Rullis
Mārcis Rullis (Valka, URSS, 31 de enero de 1979) es un deportista letón que compitió en bobsleigh en la modalidad cuádruple.
Ganó dos medallas en el Campeonato Europeo de Bobsleigh, oro en 2003 y plata en 2000. Participó en dos Juegos Olímpicos de Invierno, en los años 2002 y 2006, ocupando el séptimo lugar en Salt Lake City 2002, en la prueba cuádruple.

## Palmarés internacional
| Campeonato Europeo | Campeonato Europeo         | Campeonato Europeo | Campeonato Europeo |
| Año                | Lugar                      | Medalla            | Prueba             |
| ------------------ | -------------------------- | ------------------ | ------------------ |
| 2000               | Cortina d'Ampezzo (Italia) | Medalla de plata   | Cuádruple          |
| 2003               | Winterberg (Alemania)      | Medalla de oro     | Cuádruple          |